# Голубое пятно
Голубое пятно (голубоватое место, голубоватое пятно, синее пятно/место, лат. locus coeruleus) — ядро, расположенное в стволе мозга на уровне моста (участок голубоватого цвета в верхнелатеральной части ромбовидной ямки ствола головного мозга кнаружи от верхней ямки), часть ретикулярной формации. Система его проекций очень широка — аксоны восходят к верхним слоям коры больших полушарий, гиппокампу, миндалине, прозрачной перегородке, полосатому телу, коре мозжечка. Нисходящие проекции идут в спинной мозг к симпатическим и мотонейронам. Отвечает за физиологическую реакцию на напряжение и тревогу. Многие из его нейронов норадренергические.

## Анатомия
Голубое пятно (сокращённо LC) расположено под покрышкой среднего мозга в задней области ростральной части моста, на уровне дна четвёртого желудочка. Оно состоит в основном из средних нейронов. Гранулы меланина внутри нейронов LC придают ему синий цвет. Благодаря этому оно также известно как Pontis, что означает «сильно пигментированное ядро моста». Нейромеланин в ней образуется путём полимеризации норадреналина, аналогично этот процесс происходит в чёрной субстанции, где из дофамина образуется нейромеланин.
У взрослых людей (в возрасте от 19 до 78 лет) голубое пятно имеет большое количество пигментированных нейронов от 22 000 до 51 000, разница которых в размере составляет от 31 000 до 60 000 мкм3.

## Патофизиология
При полном разрушении структуры голубого пятна у человека подавляется фаза быстрого сна (БДГ-фаза), а также происходит уменьшение времени бодрствования. Эксперименты на кошках показали, что при разрушении хвостовой части голубого пятна появляется заторможенность моторики, однако сохранялась атаксия, полифагия и полидипсия.

### Нейродегенеративные заболевания
LC связано со многими нейродегенеративными заболеваниями, в частности, она играет роль в этиологии:
- генетической и идиопатической форм болезни Паркинсона;
- прогрессирующего супрануклеарного паралича;
- болезни Пика или болезни Альцгеймера[3].

Оно также влияет на течение синдрома Дауна.